# Kruhlyj
Kruhlyj, ukrajinsky Круглий, maďarsky Körtelep, je část obce Trebušany (Dilove), v Rachovské městské komunitě, v Zakarpatské oblasti Ukrajiny. V roce 2025 zde žilo 95 obyvatel.

## Historie
Za první československé republiky to byla skupina chalup, která patřila pod Trebušany. Byla uváděna pod názvem Kruhlí nebo Kruchlí.